# دهمورد
دهمورد، روستایی در دهستان بختگان بخش مرکزی شهرستان بختگان در استان فارس ایران است.
در منابع جغرافیایی دوره‌های سوم تا هشتم هجری قمری، از آن به عنوان «آس» و در برخی موارد «دیه‌مورد» یاد شده است. از جمله آثار دوره‌های قبل از اسلام در این منطقه بناهای معروف به «چهار طاقی» می‌باشد که هنوز یکی از آن‌ها در روستای دهمورد و در مجاورت مدفن امامزاده یوسف (ع) موجود است.
دهمورد روستایی بزرگ و با جاذبه‌های طبیعی و توریستی زیادی می‌باشد. از جمله این جاذبه‌ها می‌توان به منطقه طبیعی و زیبای بناب، کوچه باغ‌های زیبا و بکر، مناطق تفریحی حَشَنه و بیدرس، آبشار دهمورد و گوراب دهمورد اشاره کرد که چشم‌انداز زیبایی به این روستا بخشیده‌اند.

## تاریخچه

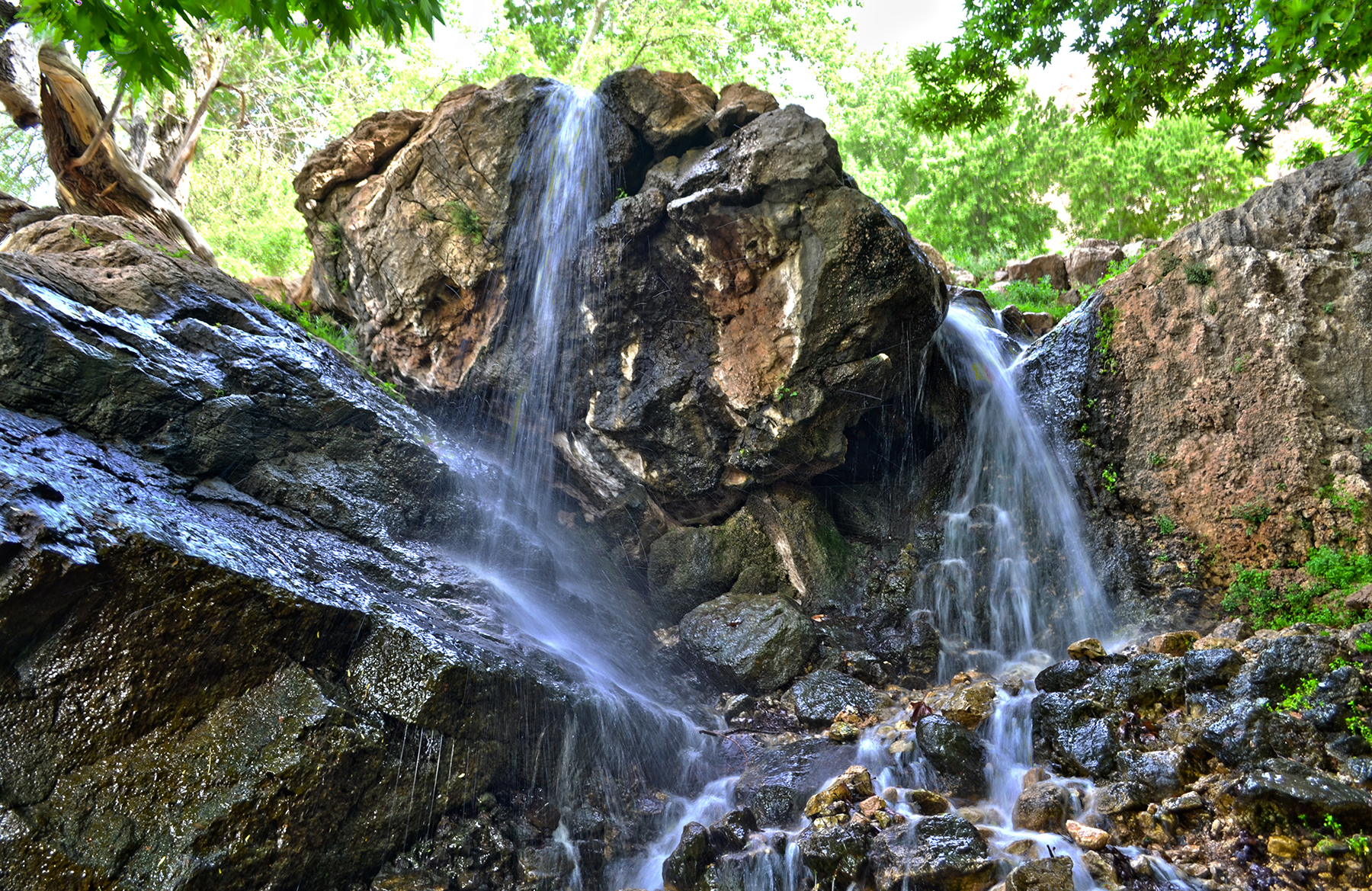
طبیعت دهمورد

در کتب تاریخی از جمله ابن‌بلخی، اصطخری، قزوینی و … به نام اشاره شده است. از جمله حمداله مستوفی می‌نویسد: سه راه چاهک بزرگ به اصطخر در ساحل شمالی قسمتی از دریاچه بختگان که دریاچه سفویه یا چوپانان نام داشت دو شهر بود که در قرون وسطی اهمیت بسیاری داشتند؛ ولی امروز اثری از آن در نقشه‌ها نیست. یکی از این دو در شش فرسخی یا هشت فرسخی چاهک بوده و دیه مورد نام داشت که قریه آس نیز خوانده می‌شد. حمداله مستوفی آن را به فارسی «دیه‌مورد» ضبط کرده و در روستای آن گندم و مورد فراوان به عمل می‌آید. و یکی از مسایلی که جا افتاده است آمدن پاد شاه هند به دهمورد است که پادشاه فراری برای حفظ امنیت خود به آنجا رفت. در زمان قدیم دهمورد یکی از مناطق خیلی امن بوده است که اوبارفتن خود به آنجا قوم ابطحی را تشکیل داد

## اماکن تاریخی
اماکن تاریخی روستا که بیانگر قدمت آن می‌باشند عبارتند از: سنگ نگاره‌های انسان غار نشین در همین روستا که در چند مکان این روستا از جمله کشتزارهای زیر امامزاده و غار بالای چشمه دهمورد واقع گردیده‌اند از جمله یکی از مهم‌ترین آثار مکشوفه سنگ نگاره انسان بالدار است که سازمان ناسا تا کنون ۱۵ مورد از این نمونه سنگ نگاره را در جهان معرفی کرده و این تنها نمونه موجودات فضایی با دارا بودن دو بال در طرفین است و معتقد می‌باشد این سنگ نگاره‌ها موجودات فضایی بوده‌اند کاشف این اثر خارق‌العاده آقای حمید رضا محمدی می‌باشد. از دیگر آثار این روستا بقعه متبرکه امامزاده یوسف (ع)، فضای تاریخی مسجد زینبیه که در نوبت ثبت در آثار ملی می‌باشد، ۱۱ آسیاب آبی و بنای چهارطاقی که همگی به ثبت آثار ملی رسیده‌اند، شهر سوخته دهمورد، و انبوه سنگ قبرهای مکشوفه در این منطقه که قدمت برخی به ۱۵۰۰ سال اشاره کرد.

## امکانات
در روستای دهمورد امکانات چندی جهت رفاه حال مردم وجود دارد از جمله: درمانگاه، داروخانه، مخابرات، مدارس دخترانه (در تمامی مقاطع) و پسرانه (تا مقطع راهنمایی)، پست‌بانک، شورای حل اختلاف، حوزه بسیج خواهران و پایگاه مقاومت بسیج برادران، و دهیاری، اورژانس۱۱۵...

## جمعیت
بر پایه سرشماری عمومی نفوس و مسکن در سال ۱۳۹۵، جمعیت این روستا برابر با ۲٬۳۲۷ نفر (۷۰۷ خانوار) بوده است.